# خورخي ألكاراز
خورخي ألكاراز (بالإسبانية: Jorge Alcaraz)‏ هو لاعب كرة قدم باراغواياني، ولد في 4 يوليو 1968. شارك مع منتخب باراغواي لكرة القدم. أما مع النوادي، فقد لعب مع سيرو بورتينيو وناسيونال ماديرا.

## وصلات خارجية
- خورخي ألكاراز على موقع قاعدة بيانات كرة القدم.إي يو (الإنجليزية)
- خورخي ألكاراز على موقع ناشيونال فوتبول تيمز (الإنجليزية)